# Smile (倉木麻衣のアルバム)
『Smile』（スマイル）は、2017年2月15日に発売された倉木麻衣の11作目のスタジオ・アルバム。

## 概要
15周年記念ベスト・アルバム『MAI KURAKI BEST 151A -LOVE & HOPE-』からは2年3ヵ月振り、オリジナル・アルバムとしては『OVER THE RAINBOW』以来、約5年1ヶ月振りとなるアルバムである。
今回のアルバムについて、「5年半で取り組んできた様々な活動、今までにない経験の数々が心情豊かに表現されており、音楽以外の活動をしたことで歌の表現力の幅も広がり、ストレートな歌詞の世界観際立つ曲が集結をし、色彩豊かなボーカルが堪能できデビュー作からコラボレートしてきたCYBERSOUNDチームをはじめ、国内外のトップクリエイターを起用し、音楽的なこだわりも存分に発揮された一枚に仕上がった作品」となっている。
CDには1月にこのアルバムの先行として発売された日本初となるVRシングル「YESTERDAY LOVE」や、アニメ「名探偵コナン」のエンディングテーマに起用され、配信限定としてリリースされた「Serendipity」「SAWAGE☆LIFE」の2曲を含む12曲が収められた。また「YESTERDAY LOVE」や既にライブやCMなどで披露されていた「My Way」「OPEN L♡VE」は今作にて初CD音源化となった。
初回限定盤と通常盤の2形態での発売となる。通常盤と初回限定盤それぞれに異なる写真が掲載されたブックレットが同封されるほか、三方背BOX仕様の初回限定盤には本作6曲目に収録されている「I Like It」のリミックスバージョンを収めたボーナスCDが付属する。オリジナル・アルバムにボーナス・ディスクが付属するのは、2010年に発売された9thアルバム『FUTURE KISS』以来。
累計売上枚数は29,716枚。

## チャート成績
オリコンデイリーチャートでは最高位2位を記録したものの、2017年2月27日付けのオリコン週間チャートでは初登場4位となり、アルバムとしては『ONE LIFE』以来9年ぶりにトップ3入りを逃した。また、2017年2月27日付けのBillboard JAPAN Hot Albumsでは初登場7位を記録した。
2017年2月度のオリコン月間アルバムチャートでは1ヶ月で25,439枚を売り上げ、17位にランクインした。

## 収録曲
| 全作詞: 倉木麻衣。 |                                               |          |                                                |                    |      |
| #                  | タイトル                                      | 作詞     | 作曲                                           | 編曲               | 時間 |
| 1.                 | 「YESTERDAY LOVE」(VRシングル/3rdDVDシングル) | 倉木麻衣 | 久保田敬也、長戸大幸                           | 鶴澤夢人、長戸大幸 | 4:56 |
| 2.                 | 「ミステリー ヒーロー」                       | 倉木麻衣 | 徳永暁人                                       | 徳永暁人           | 4:06 |
| 3.                 | 「硝子の微笑（スマイル）」                    | 倉木麻衣 | SHIBU                                          | 山下洋介           | 4:00 |
| 4.                 | 「OPEN L♡VE」                                 | 倉木麻衣 | Command Freaks, Tesung Kim, Sophia Pae, Jake K |                    | 3:22 |
| 5.                 | 「SAWAGE☆LIFE」(配信シングル)                 | 倉木麻衣 | Alaina Beaton, Bobby Huff                      | TAITO              | 3:20 |
| 6.                 | 「I Like It」                                 | 倉木麻衣 | 福田貴史、若田部誠、Nanna Larsen               | 福田貴史           | 3:35 |
| 7.                 | 「MY VICTORY」                                | 倉木麻衣 | 本山清治、丸谷マナブ、Nanna Larsen             | 本山清治           | 3:33 |
| 8.                 | 「Serendipity」(配信シングル)                 | 倉木麻衣 | 徳永暁人                                       | 徳永暁人           | 4:17 |
| 9.                 | 「Make that change」                          | 倉木麻衣 | 徳永暁人                                       | 徳永暁人           | 4:25 |
| 10.                | 「Tell me why」                               | 倉木麻衣 | Maxx Song, Yongshin Kim, Casper, 220           |                    | 3:22 |
| 11.                | 「My way」                                    | 倉木麻衣 | Tesung Kim, Maxx Song, Sophia Pae, Jake K      | 持山翔子           | 4:11 |
| 12.                | 「きみへのうた」                              | 倉木麻衣 | Sidnie Tipton, Shane Pittman, Nash Overstreet  | Nash Overstreet    | 3:39 |

| #  | タイトル              | 作詞 | 作曲                             | リミックス | 時間 |
| -- | --------------------- | ---- | -------------------------------- | ---------- | ---- |
| 1. | 「I Like It (Remix)」 |      | 福田貴史、若田部誠、Nanna Larsen | 本山清治   | 3:24 |

## タイアップ
| 楽曲           | タイアップ                                                                                                  | 起用年 |
| -------------- | --- | ------ |
| YESTERDAY LOVE | 読売テレビ系アニメ『名探偵コナン』エンディングテーマ                                                        | 2016年 |
| SAWAGE☆LIFE    | 読売テレビ系アニメ『名探偵コナン』エンディングテーマ                                                        | 2016年 |
| OPEN L♡VE      | 2015ユーキャン「スピーク・マスター」CMソング                                                                | 2015年 |
| MY VICTORY     | 日本ユニシス「実業団バドミントン部」応援ソング                                                              | 2017年 |
| Serendipity    | JR西日本「山陽新幹線全線開業40周年記念 関西ブランディングプロモーション『あしたセレンディピティ』」CMソング | 2015年 |
| きみへのうた   | JICA「青年海外協力隊」CMソング                                                                              | 2017年 |